# Hospitalkirche St. Georg (Delitzsch)

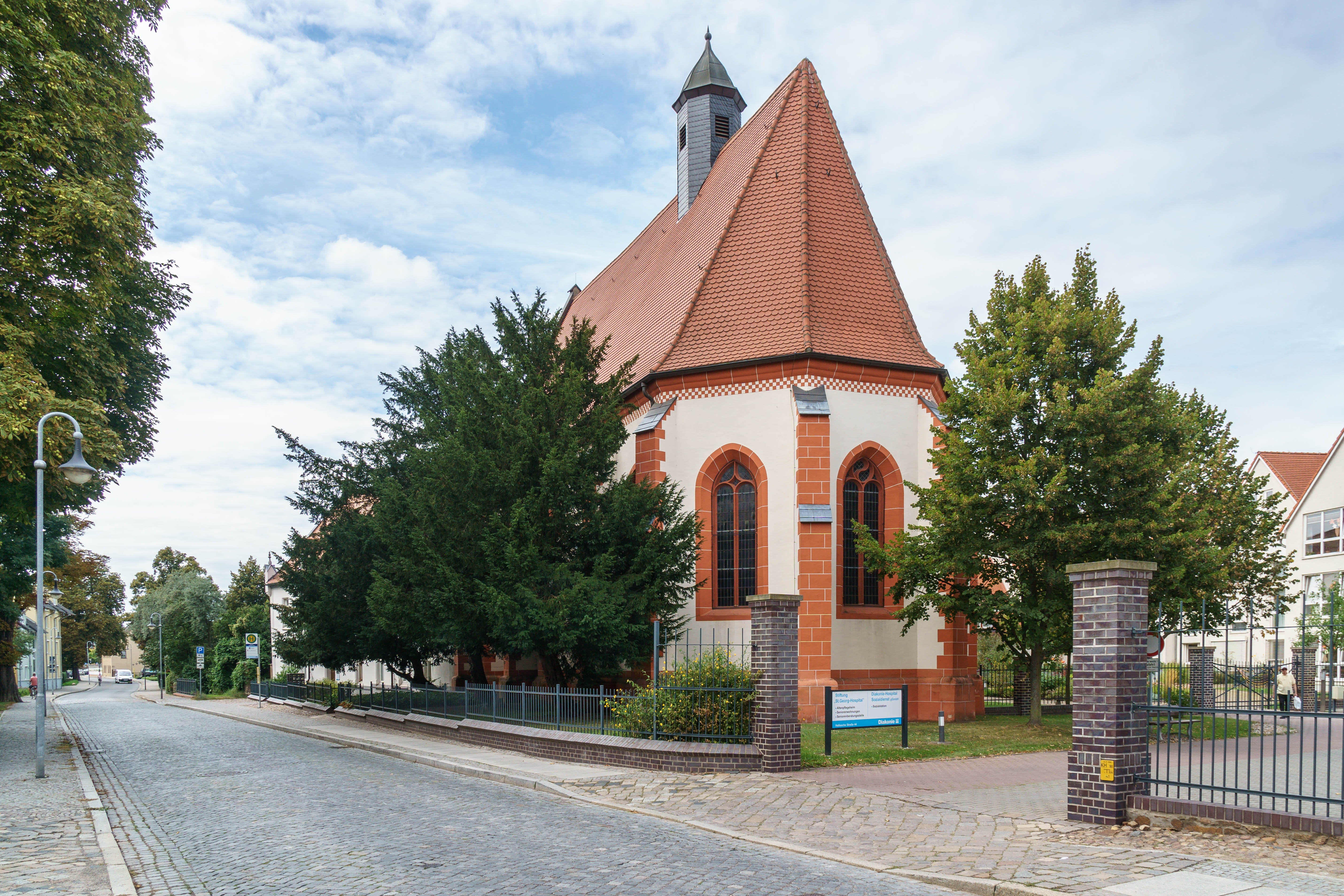
Delitzsch Hospitalkirche St. Georg

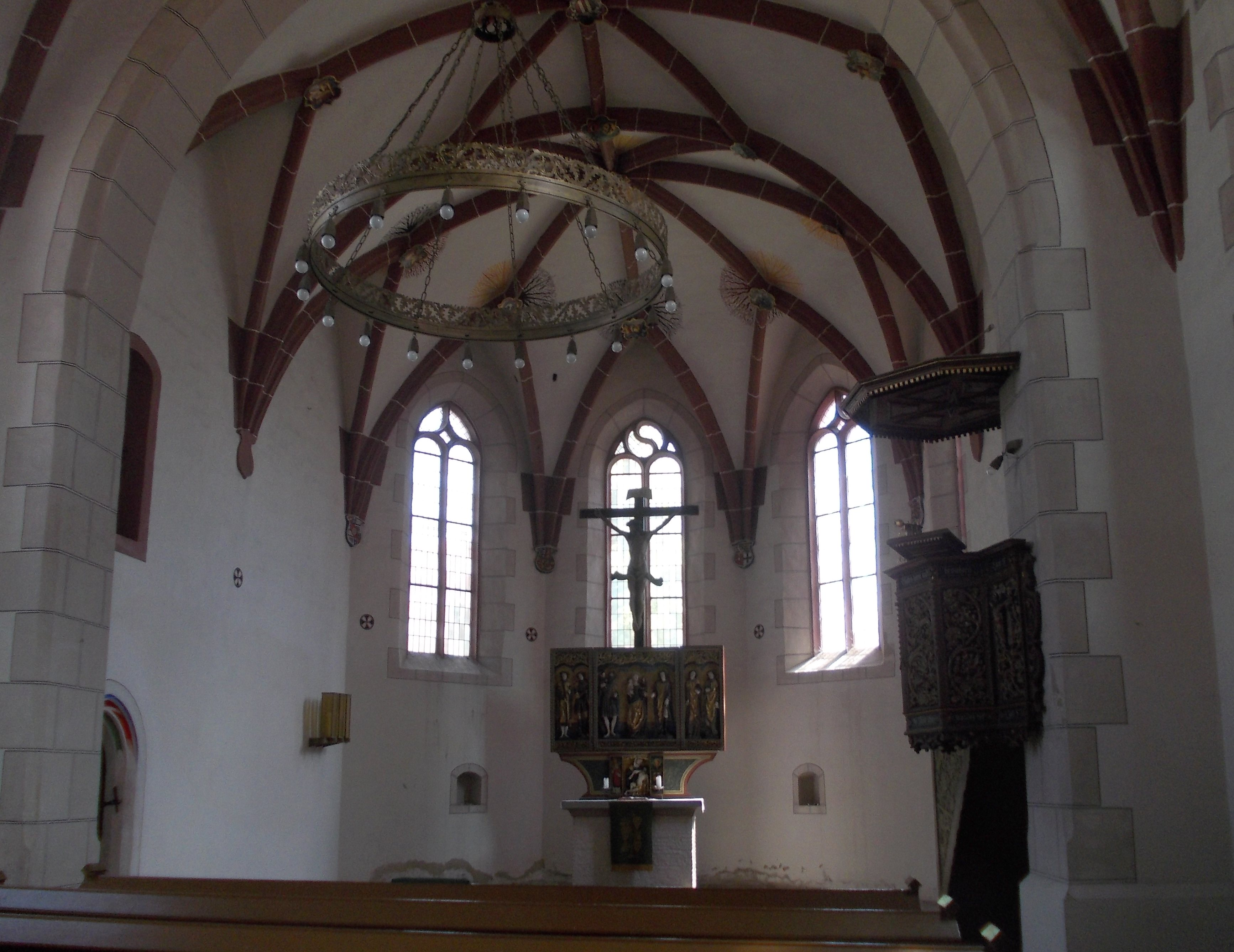
Innenansicht

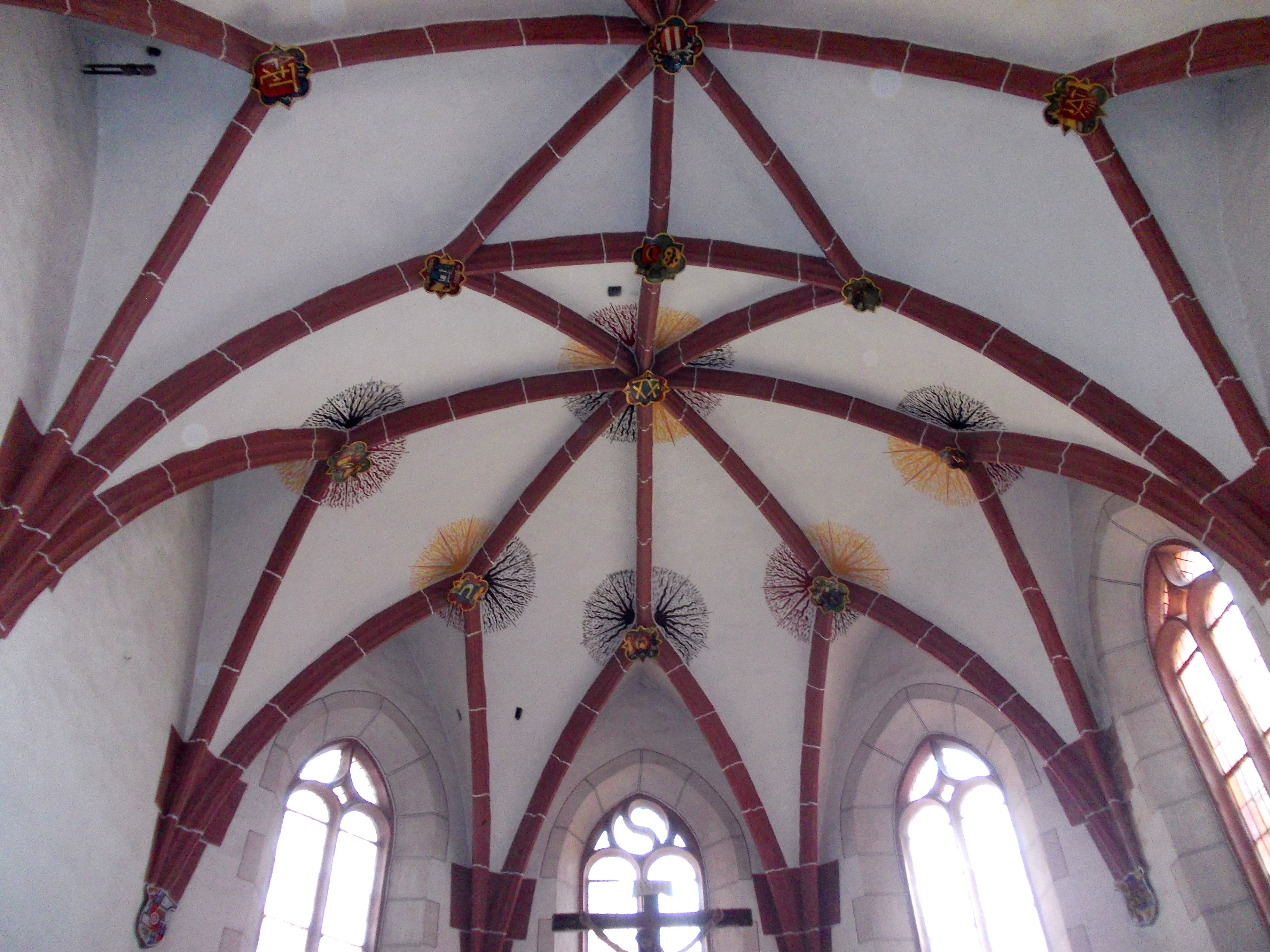
Blick zum Gewölbe

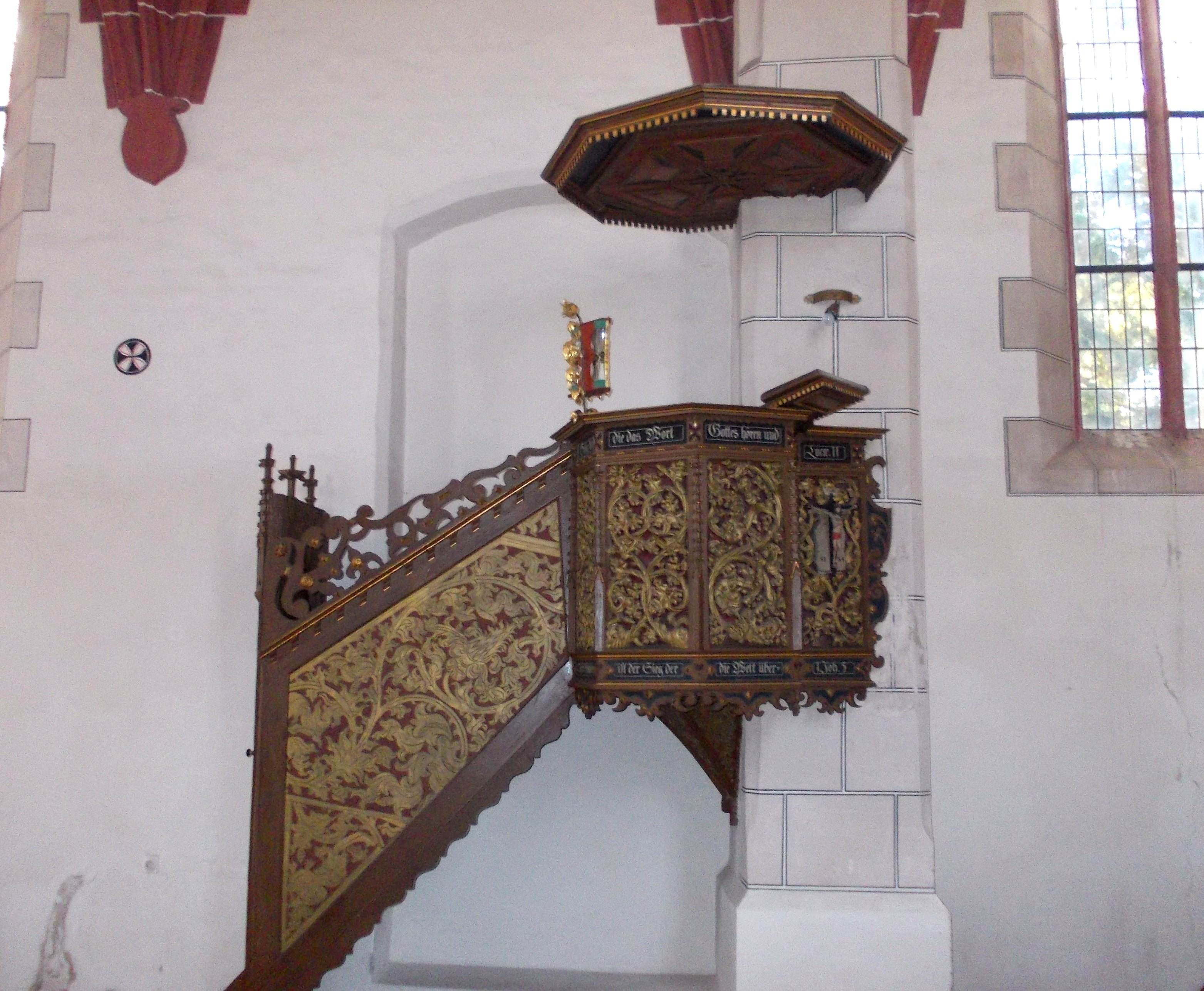
Kanzel

Die evangelische Hospitalkirche St. Georg ist eine Saalkirche in Delitzsch im Landkreis Nordsachsen in Sachsen. Sie gehört zur Stiftung St. Georg Hospital Delitzsch im Diakonischen Werk der Evangelischen Kirchen in Mitteldeutschland e.V.
Namensgeber der Kirche ist Georg, einer der Vierzehn Nothelfer. 

## Geschichte und Architektur
Die einschiffige Kirche bildet zusammen mit dem westlich angebauten Hospital ein Ensemble. Sie wurde in den Jahren 1516–1518 erbaut. Restaurierungen wurden in den Jahren 1978 (innen) und 1993 (am Dach) durchgeführt.
Das Bauwerk ist aus Backstein mit gleich breitem dreiseitig geschlossenem Chor ausgeführt und wird von einem Dachreiter akzentuiert. Das Äußere wird durch Strebepfeiler und zweibahnige Fenster mit Fischblasenmaßwerk bestimmt. Im Süden erschließt ein spitzbogiges, stabwerkgerahmtes Porphyrportal das Bauwerk, an der Nordseite des Chores ist die Sakristei angefügt. Das Schiff ist dreijochig, ein Chorbogen mit aufgemalter Quaderung vermittelt zum zweijochigen Chor. Das Schiff ist mit einem farbig gefassten, engmaschigen Netzgewölbe geschlossen, im Chor ist ein Sterngewölbe eingezogen, dessen Schnittpunkte mit Flammen und Strahlen bemalt sind. Die Schlusssteine und Rippenanfänger sind mit farbig gefassten Wappen aus Blech versehen. In der Wand ist eine flachbogige, tiefe Sakramentsnische eingelassen. Im Westen ist eine eingeschossige Steinempore eingefügt, die von einem Mittelpfeiler gestützt wird. An der Emporenbrüstung ist ein Bilderzyklus mit Themen der Barmherzigkeit aus dem Matthäusevangelium zu sehen, der von Jugendstilornamenten gerahmt wird und von Weßner-Collenberg aus Basel im Jahr 1909 geschaffen wurde. Die kreuzrippengewölbte Sakristei ist an ihrer Pforte mit aufgemaltem Stabwerk geschmückt und enthält ein Weihwasserbecken.

## Ausstattung
Das Hauptwerk der Ausstattung ist ein zweiflügeliger Schnitzaltar des St. Cyriakus mit filigranen Schleierbrettern. Die farbig gefassten, schlanken und leicht manierierten Figuren sind in zeittypischer Tracht dargestellt und wurden um 1518 geschaffen. In der Predella ist ein Vesperbild, auf den Vorderseiten der Predellenflügel sind die Heiligen Nikolaus und Apollonia, auf den Rückseiten Barbara und Erasmus dargestellt. Im Mittelschrein ist Anna selbdritt flankiert von den Heiligen Christophorus und Rochus zu sehen, in den Flügeln Georg und Blasius sowie Stephanus und Cyriakus. Die Außenseiten der Flügel zeigen eine gemalte Verkündigung.
Die farbig gefasste Holzkanzel ist mit teils wiederverwendetem, spätgotischem Rankenwerk geschmückt, am Korb ist ein kleines Kruzifix, an den Treppenwangen feingestalteter Flachschnitt zu sehen, der von Tischler Thomas Bergmann aus Delitzsch mit Ergänzungen neu gestaltet wurde, bezeichnet mit der Jahreszahl 1584. Die vasenförmige, farbig gefasste Holztaufe ist ein Werk des Barock. Ihre Kuppa wird von Engelsfiguren getragen, der Kupparand ist mit Eierstabdekor geschmückt und stammt ursprünglich aus der Kirche in Zschepen im Kreis Delitzsch. 
Von dort stammt auch die Orgel von Heinrich Tiersch dem Jüngeren aus dem Jahr 1717 mit einem fünfteiligen Prospekt, die Schleierbretter sind mit vergoldetem Bandelwerk geschmückt. Das Instrument enthält 11 Register auf einem Manual und Pedal, es wurde 1979/1980 von Schuke restauriert.
Aus der Bauzeit sind eine geschnitzte und farbig gefasste Kreuzigungsgruppe und ein lebensgroßer Kruzifixus mit wehendem Lendentuch erhalten.

## Hospitalgebäude
Das Hospital wurde in den Jahren 1661–1664 erbaut und 1854–1856 in neugotischem Stil umgebaut, Restaurierungen erfolgten 1994 im Inneren und Äußeren. Es besteht aus einem traufständigen Putzbau mit Satteldach und stehenden Gaupen; am Eingang ist eine Stiftertafel angebracht.